# کالین، وسترن استرالیا
کالین (به انگلیسی: Kulin) یک شهرک در استرالیا است که در استرالیای غربی واقع شده‌است.